# Sakari Kukko

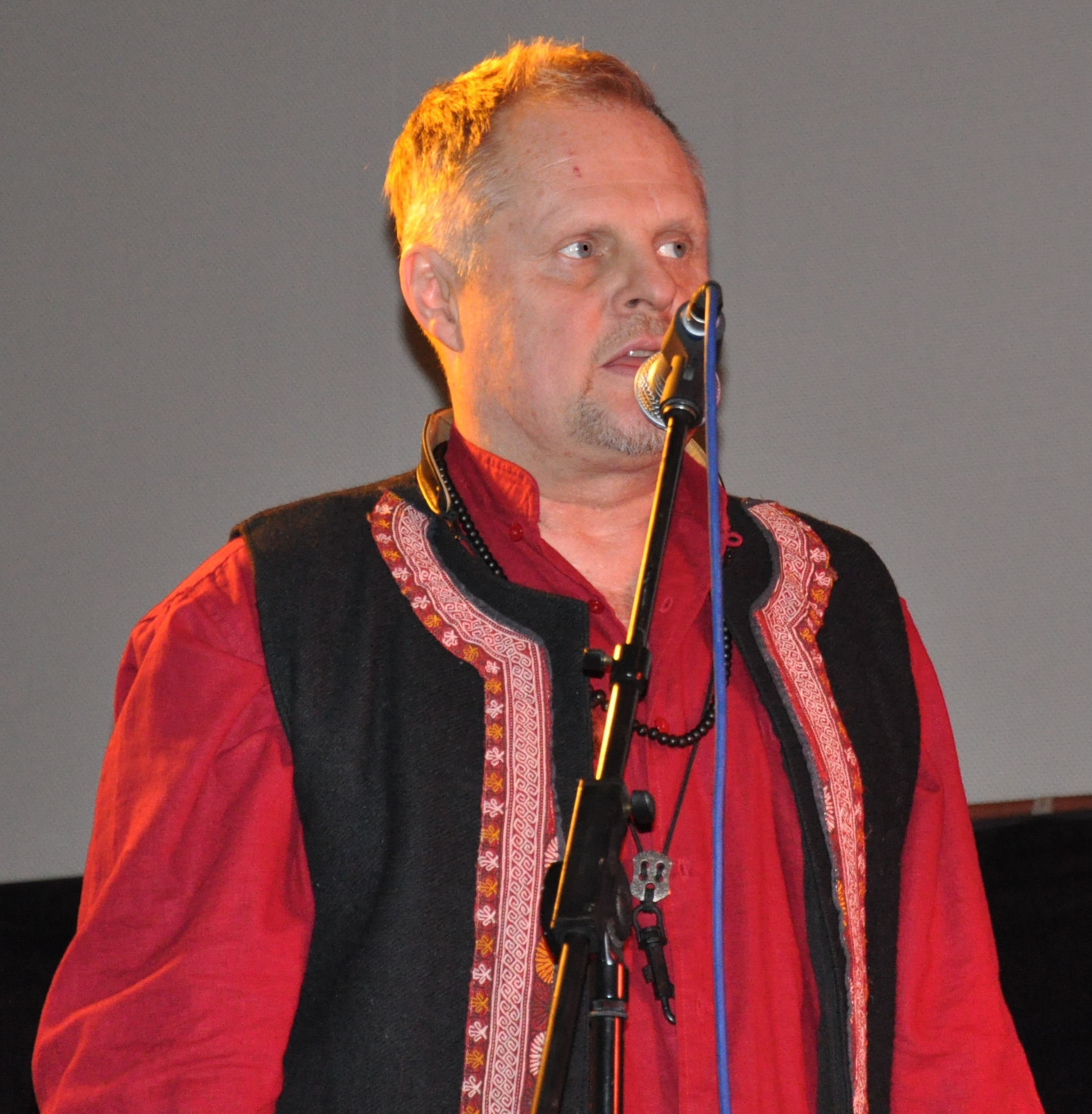
Sakari Kukko (2009)

Sakari Kukko (* 8. Juli 1953 in Kajaani) ist ein finnischer Jazzmusiker.

## Leben und Wirken
Kukko, der zunächst als Sänger auftrat und ab dem siebten Lebensjahr Klavierunterricht hatte, dann Gitarre, Flöte und Saxophon lernte, studierte an der Sibelius-Akademie. Er spielte zunächst in der Band von Jukka Tolonen und in der Tapiola Big Band sowie der Ogeli Big Band. 1974 gründete er die Folkjazz-Band Piirpauke, mit der er in den folgenden Jahrzehnten erfolgreich auf internationalen Festivals auftrat und zahlreiche Alben einspielte. Daneben wirkte er auch als Gastsolist in anderen Jazzgruppen, etwa bei Edward Vesala, bei Heikki Sarmanto, aber auch im Weltmusik-Bereich, etwa bei Aster Aweke oder mit Étoile de Dakar.
Insbesondere auf dem Tenorsaxophon hat Kukko eine eigene Stilistik entwickelt, „ausgewogen zwischen den machtvollen, überblasenen Ausbrüchen Gato Barbieris und den sehnsuchtsvollen Klagen Jan Garbareks.“
1976 wurde Kukko mit dem Georgie Award ausgezeichnet.

## Diskographische Hinweise
- Espoo Big Band: Plays The Music Of Sakari Kukko – Moonlight Caravan & Finnish Characters (1989)
- Virret (mit dem Trio von Samuli Mikkonen, 2001)
- Joulu (mit dem Mikkonen-Trio, 2003)

als Sideman
- Edward Vesala Nan Madol (JAPO, 1974)
- Amorphis Circle

## Lexigraphische Einträge
- Martin Kunzler: Jazz-Lexikon. Band 1: A–L (= rororo-Sachbuch. Bd. 16512). 2. Auflage. Rowohlt, Reinbek bei Hamburg 2004, ISBN 3-499-16512-0.